# Лонсоль
Лонсо́ль (фр. Longsols) — коммуна во Франции, находится в регионе Шампань — Арденны. Департамент — Об. Входит в состав кантона Рамрюпт. Округ коммуны — Труа.
Код INSEE коммуны — 10206.
Коммуна расположена приблизительно в 150 км к востоку от Парижа, в 60 км южнее Шалон-ан-Шампани, в 22 км к северо-востоку от Труа.

## Население
Население коммуны на 2008 год составляло 127 человек.
| 1962 | 1968 | 1975 | 1982 | 1990 | 1999 | 2008 |
| ---- | ---- | ---- | ---- | ---- | ---- | ---- |
| 179  | 181  | 169  | 147  | 137  | 131  | 127  |

## Экономика
В 2007 году среди 73 человек в трудоспособном возрасте (15—64 лет) 62 были экономически активными, 11 — неактивными (показатель активности — 84,9 %, в 1999 году было 70,9 %). Из 62 активных работали 55 человек (32 мужчины и 23 женщины), безработных было 7 (3 мужчины и 4 женщины). Среди 11 неактивных 2 человека были учениками или студентами, 3 — пенсионерами, 6 были неактивными по другим причинам.

## Достопримечательности
- Церковь Сен-Жюльен-л’Оспиталье-э-Сен-Блез (XVI век). Памятник истории с 1926 года[3]

## Фотогалерея
- Интерьер церкви Сен-Жюльен-л’Оспиталье-э-Сен-Блез
- Карта коммуны